# Stemodia fruticosa
Stemodia fruticosa är en grobladsväxtart som beskrevs av Cyrus Longworth Lundell. Stemodia fruticosa ingår i släktet Stemodia och familjen grobladsväxter. Inga underarter finns listade i Catalogue of Life.